# PlayStation 5
PlayStation 5（プレイステーション ファイブ、略称: PS5）は、ソニー・インタラクティブエンタテインメント（略: SIE）が2020年11月12日に発売した家庭用据置型ゲーム機。キャッチコピーは「Play Has No Limits（遊びの限界を超える）」。

## 概要
ディスクドライブを搭載した通常モデルの「PlayStation 5」に加え、ディスクドライブ非搭載でダウンロード販売のみに対応する「PlayStation 5 デジタル・エディション」そしてより高いゲームパフォーマンスでプレイできる上位モデルの「PlayStation 5 Pro」の三種類が発売されている。
超高速SSDにより読み込み速度が飛躍的に向上。プロセッサにはAMD製のRyzen CPUとRadeon GPUを搭載し、4K/120Hz出力とリアルタイムレイトレーシングに対応する。「Tempest 3Dオーディオ」と呼ばれる専用プロセッサを用いた立体音響を備え、DualSenseコントローラはハプティクスが強化された。また、ほとんど（99%以上）のPlayStation 4およびPlayStation VRゲームに対して後方互換性がある。
別売りのPlayStation VR2（PS VR2）とPS VR2用ソフトを追加すれば、解像度2000x2040および進化したセンサ技術で深い没入感を実現したVRゲームをプレイすることもできる。

## 沿革

### 2019年
- 4月16日 ‐ WIREDがマーク・サーニーの独占インタビューを掲載。PlayStation 4（PS4）の後継機となる次世代ゲーム機（この時点では名称未発表）の概要が公表された。
- 10月8日 ‐ 次世代機の名称がPlayStation 5（PS5）に決定したことと、2020年の年末商戦期の発売を予定していることが明らかとなった[15]。

### 2020年
- 1月7日 ‐ SIEは米国ラスベガスで開催された電子機器見本市「2020 International CES」にて、PS5のロゴおよび搭載予定となるハードウェアの一部を発表した。
- 3月19日 ‐ マーク・サーニーによるハードウェアの技術解説動画の公開と共に、PlayStation BlogにPS5の基本スペックが掲載された[5]。
- 4月8日 ‐ PlayStation Blogにて、PS5用の新ワイヤレスコントローラー「DualSense」の外観写真2枚と主な仕様、デザインの経緯等が公開された[16]。
- 5月12日 ‐ Epic Gamesは同社が開発中のゲームエンジン「Unreal Engine 5（UE5）」を発表し、PS5で動作するリアルタイムデモを公開した[17][18][19]。
- 6月9日 ‐ SIEは世界情勢を鑑み延期になっていたPS5に関する映像イベント「The future of gaming（ゲーム体験の未来）」の配信日時を太平洋標準時6月11日午後1時（日本時間6月12日午前5時）に決定したと発表。予定通り同日時に配信が開始され、28のゲームタイトルと、本体デザインが初披露された[20]。
- 9月17日 ‐ SIEは映像イベント「PLAYSTATION 5 SHOWCASE」を配信し、各国での発売日、価格、同時発売ソフトを含む新作ソフト群を発表[21]。
- 10月7日 - SIEはPS5本体の分解映像をYouTubeで公開した[22]。
- 11月11日 - 発売を記念してグローバルローンチイベントを世界各国で順次開催。日本では18時より24時（発売日を迎える瞬間）までの6時間、東京都千代田区外神田の神田明神境内にて特別ライトアップが行われた[23]。
- 11月12日 - 日本やアメリカ、オーストラリアなど7か国で先行発売（#各国の発売日も参照）。

### 2021年
- 7月18日 - 全世界累計実売台数が1000万台を突破した[24]。
- 9月9日 - ファミ通の国内推定累計販売台数が100万台を突破した[25]。
- 10月20日 - グッドデザイン賞を受賞[26]。

### 2022年
- 6月4日 - 全世界累計販売台数が2000万台を突破した[27]。
- 8月25日 - 日本国内の本体価格は通常版が54,978円（税込）から60,478円（税込）に、デジタル・エディションが43,978円（税込）から49,478円（税込）に変更となった[28]。

### 2023年
- 1月5日 - 全世界累計販売台数が3000万台を突破した[29]。
- 7月27日 - 全世界累計実売台数が4000万台を突破した[30]。
- 9月28日 - SIE代表のジム・ライアンが2024年3月までに退任することが確定する。よってSIEの暫定CEOは十時裕樹氏となる[31][32]。
- 11月10日 - CFI-2000シリーズが発売[33]。
- 11月15日 - PlayStation Portal リモートプレーヤーの発売。
- 12月8日 - SIE元社長兼CEOであるジム・ライアンにPlayStationをモチーフとしたPlayStation 5が贈られる[34]。
- 12月9日 - 全世界累計実売台数が5000万台を突破した。

### 2024年
- 9月2日 - 本体価格は通常版が66,980円（税込）から79,980円（税込）に、デジタル・エディションが59,980円（税込）から72,980円（税込）に変更となり、周辺機器については「DualSense ワイヤレスコントローラー」が9,480円（税込）から11,480円（税込）、「PlayStation VR2」が74,980円（税込）から89,980円（税込）などに変更となった[35][36]。
- 9月6日 - PlayStation30周年記念のウェブサイトで、PlayStation公式が初めてPlayStation 5 Proの存在についてほのめかす[37]。
- 9月11日 - PlayStation 5 Pro（PS5 Pro） を発表。ディスクドライブは非搭載のモデルのみ[38]。
- 9月12日 - PS4の「What's new」とよく似た「Welcome」ハブが起動時に表示されるようになる。よって、初期設定などの一部場面を除いて粒子の流れる従来のホーム画面の背景が4年弱で廃止。Welcomeハブには固定の写真、または一部の動く映像を設定することが可能となった[39]。
- 9月20日 - 「PlayStation 30周年アニバーサリー コレクション」が発表された[40]。
- 11月7日 - PlayStation 5 Proが発売[41]。価格は119,980円（税込）。
- 12月3日 - PlayStation発売30周年記念として、PS5の起動画面が一時的に変更される[42]。さらに、設定画面からホーム画面のUI（コントロールメニューと操作SE）を変更できるオプションも追加され、30周年記念のデザイン、PlayStation[注 3]、PlayStation 2、PlayStation 3、PlayStation 4を模したプリセットに変更できる。

### 2025年
- 2月27日 - PSVR2が値下げされ、6万6980円に改定[43]。
- 4月15日 - イギリス、欧州、オーストラリア、ニュージーランドでディスクドライブと本体モデルの値上げが行われる[44]。
- 4月24日 - ホーム画面のUIでPlayStation、PlayStation 2、PlayStation 3、PlayStation 4を模したプリセットが復活[45]。
- 6月30日 - 全世界累計販売台数が8020万台を突破した[46]。

### 各国の発売日
2020年11月12日に以下の国で発売。なお、事前予約分で完売となっており、発売当日は店頭販売を行わない。
- 日本
- アメリカ合衆国
- カナダ
- メキシコ
- オーストラリア
- ニュージーランド
- 韓国

また、翌週の11月19日には欧州、中東、南米、アジア、南アフリカ（いずれも一部の国・地域を除く）でも順次発売している。
以降発売された国・地域
- 2020年12月11日、フィリピンで発売された[49][50]。
- 2021年5月15日、中国で発売された[51]。

## ハードウェア
PS4の数倍のスペック
4K60fps以上の解像度や、カスタムSSDによるロード時間の高速化などに対応するため、CPU、GPU、メモリなどの総合的な基本スペックは「前世代機であるPlayStation 4の数倍」の性能になっている。グラフィック性能を左右するGPUについては、「PS4」の約5倍、「PS4 Pro」の約2倍以上の高速化が実現されており、CPU・メモリについてもGPU性能に合わせたスペックを持つと考えられている。
GPUにはAMDのRDNA 2をベースとしたマイクロアーキテクチャが使用されている。
ロード時間の短縮
ストレージに関してはカスタムSSDを採用、メインチップと4レーンのPCIe 4.0で接続されたカスタムコントローラによって制御され、フラッシュメモリは12チャンネル構成になっている。一般的製品では2段階の所、カスタムコントローラでは6段階でアクセス優先度を制御可能で、ゲームの状況に応じたより柔軟な制御が可能。
カスタムSSDを搭載したことにより、ロード時間がPS4ではシーケンシャルアクセス速度が50 - 100MB/s（0.05 - 0.1GB/s）程度だったが、PS5では最大5.5GB/sへと高速化された。これはHDDを搭載したPS4と比較して約55 - 110倍となる。
PS5のリードアーキテクトを務めるマーク・サーニー曰く、「SSDの速度がどんなに高速になったとしても、今のゲームにおけるデータアーキテクチャには大きなボトルネックがある」が、PS5のSSDはこれがほぼ解消され、額面どおりPS4の100倍の速度を実現すると発言している。
SIEは、ロード時間の短縮については特に力を入れてアピールしており、レストモード（サスペンド状態）から電源を入れると2、3秒でシステムが起動完了し、ゲームの起動も数秒で行われる。ゲームプレイ中も、これまで1分近くかかっていたシーンでも数秒以内にロードが完了するため、ストレスの大幅軽減に繋がるという。
ただし、ロード時間は一瞬だとしてもコピーやダウンロード、PS4版ゲームのロードには時間がかかる。
SSDの増設
PS5はNVMe M.2 SSDスロットを有しており、性能要件を満たす市販NVMe M.2 SSDを装着することで本体ストレージ（標準搭載の内蔵SSD）同様に利用可能。
また、USB端子にSSD等のUSBストレージ（USB 3.0 - USB 3.2 Gen 2、容量250GB以上8TB以下）を外付け増設することも可能だが、PS5用ソフトのインストールに利用できるのは内部SSDだけで、USBストレージから起動できるのはPS4用ソフトのみである。バージョン3.00アップデート以降は、USBストレージへ退避したPS5用ソフトを内部SSDへ再インストールすることが可能となった。
なお、PS5発売直後に実際のPS4ソフトで行われた検証では、内蔵HDDをSSDに換装したPS4 Proよりもロード時間の短縮が見られた一方で、PS5の内蔵SSDから起動するよりも外付けSSDの方がロード時間が僅かに短い結果となり、前述の内蔵SSDのデータ転送速度はPS4ソフトでは十分発揮できていないことが判明している。
2つのエディション
PS5には、ディスクドライブを備えた「通常モデル」とディスクドライブのない「デジタル・エディション」の2種類がある。ディスクドライブを備えたモデルはプレイステーションシリーズでは初となるUltra HD Blu-ray（UHD BD）対応、デジタル・エディションはダウンロードソフト専用となる。光学ドライブ搭載の有無以外に性能差はない。2023年発売のCFI-2000シリーズでは、デジタル・エディションであっても別売りのディスクドライブを接続する事により「通常モデル」同様にディスク再生が可能となった。
ディスク版
PS5以降は、供給されるディスク作品のディスク規格がBD-ROMからUltra HD Blu-rayに変更されたが、ディスクケースはPS4のローンチ時と全く同じものである。
CFI-2000シリーズの本体にディスクドライブを接続した場合は、オンライン認証が必要である。
CFI-2000モデルとPS5 ProではDVD/Blu-ray Disc(Ultra HD Blu-ray)のリージョンコード変更を行うことが可能になった。ただし、変更できる回数は4回までとなる。
データ圧縮
PS5では、同じ内容のゲームタイトルでPS4版よりも容量が下回ることがあるが、これはPlayStation 5にハードウェアレベルで搭載された「Oodle Kraken」および「Oodle Texture Compression」によるデータ圧縮が行われているからである。
PlayStation 5 Pro 
2024年11月7日以降に販売されるPlayStation 5 Proモデルでは、さらに以下の改良点が加えられている。
- ディスクドライブは価格帯の都合から、未搭載モデルのみが販売される形となる。専用のドライブを買い足すことでディスクドライブを使用したプレイも可能となる。縦置きスタンド、専用ディスクドライブはCFI-2000モデルの周辺機器を流用でき、販売当初は2TBの内蔵SSDを搭載したモデルのみが販売される。
- PlayStation 4/5両方の一部作品でゲームのネイティブ解像度をAIを利用した技術によって向上させる。
- Wi-Fi 7、8K出力に正式に対応する。
- 一部のPS5作品は「PS5 Pro Enhanced」表記が追加され、専用の強化機能が導入できる。
- CFI-2000シリーズの本体カバーパネルは一部使用できない。
- PlayStationシリーズで史上初めて内蔵バッテリー（ボタン電池）をセキュリティシールをはがさずに交換できるようになった。

### 仕様
|                                   | 内蔵SSD | 拡張SSD （NVMe M.2） | USB 3.0以上の外付けHDD/SSD | クラウド | USBマスストレージ | データバックアップ・リストア（PS5間用) |
| --------------------------------- | ------- | -------------------- | -------------------------- | -------- | ----------------- | -------------------------------------- |
| PS5用ゲーム                       | ○       | ○                    | ×（*注）                   | ×        | ×                 | 〇                                     |
| PS4用ゲーム                       | ○       | ○                    | ○                          | ×        | ×                 | 〇                                     |
| PS5のセーブデータ                 | ○       | ○                    | ×                          | ○        | ×                 | 〇                                     |
| PS4のセーブデータ                 | ○       | ○                    | ×                          | ○        | ○                 | 〇                                     |
| スクリーンショット ビデオクリップ | ○       | ○                    | ×                          | ×        | ○                 | 〇                                     |

| フォーマット                            | 主なch数          |
| --------------------------------------- | ----------------- |
| Dolby Digital                           | 5.1ch、2ch        |
| Dolby Digital Plus                      | 7.1ch             |
| Dolby TrueHD                            | 7.1ch             |
| Dolby Atmos                             | 7.1.4ch（家庭用） |
| DTS                                     | 5.1ch             |
| DTS-HD High Resolution Audio            | 7.1ch             |
| DTS-HD Master Audio                     | 7.1ch             |
| AAC                                     | 5.1ch、2ch        |
| Linear PCM （Tempest 3Dオーディオ対応） | 7.1ch、5.1ch、2ch |

| 仕様                               | 数量 | 位置     |
| ---------------------------------- | ---- | -------- |
| USB 2.0 Type-A                     | 1    | 本体前面 |
| USB 3.1 Gen 2 Type-C(PSVR 2用端子) | 1    | 本体前面 |
| USB 3.1 Gen 2 Type-A               | 2    | 本体背面 |
| 有線LAN RJ45                       | 1    | 本体背面 |
| HDMI 2.1 Standard A                | 1    | 本体背面 |

| 仕様                               | 数量 | 位置     |
| ---------------------------------- | ---- | -------- |
| USB 2.0 Type-C                     | 1    | 本体前面 |
| USB 3.1 Gen 2 Type-C(PSVR 2用端子) | 1    | 本体前面 |
| USB 3.1 Gen 2 Type-A               | 2    | 本体背面 |
| 有線LAN RJ45                       | 1    | 本体背面 |
| HDMI 2.1 Standard A                | 1    | 本体背面 |

## 以前のPSとの互換性、修正点など

### PS4との互換性
PS5は、PS4のソフト（一部を除く）をプレイすることができる。
PlayStation 5の本体が後方互換性を持ち、前世代機のパッケージソフトウェアをソフトウェアによるOS互換やライブラリ互換により、PS4のソフトが遊べる後方互換を持っている。
前世代機であるPS4が採用していたAMD Jaguarコア（x86系）との互換性を実現することであり、ハードウェア互換ではないため全てのソフトには対応できないが、発売日時点で99%のPS4ソフトが動作可能である。なお互換性がとれなかった一部のゲームについてはそのリストが公開されている。非対応作品はほとんどが版権的・法律的事情によるものである。PS5上のPlayStation Storeに掲載されていない作品でも、PlayStation 4上のPlayStation Storeで販売され、意図的に非対応の扱いを受けていない場合であれば、PS4からPS5への「データ移行」ツールでゲームデータそのものをPS5に移動させた場合、動作できる作品も存在（主にPS VR用アプリケーションの一部などが該当）。
ゲーム側のアップデートが必要になる可能性があるが、ハードウェアの違いを前提としたOSやライブラリによる機能拡張により、多くのソフトでフレームレートの安定や向上、高解像度等の恩恵が期待できる。また標準でHDRがオンとなる。
ただし、SHAREメニュー（PS5ではクリエイトメニューで代替）や“Live from PlayStation”、セカンドスクリーン機能やPS4用のシステム画面テーマなどPS4が採用していた一部のシステムは使用できない。また、ディスク媒体のPS4ソフトについては当然ディスクドライブ搭載のモデルでしかプレイできない。
PS4とPS5のダブルプラットフォームで発売されるソフトの中には、パブリッシャー側の判断でPS4版を所持していれば個別の条件（有償・無償・期間限定など）でPS5版にアップグレード可能なタイトルも存在する。日本国内においては発売当初に表示が無かった機種へのアップグレードを無償で行うことが「不当景品類及び不当表示防止法」で規制される可能性があるため、日本国外のPS5版と日本を含めたXbox Series X/S版で別ハード向けデータの配布が行われていても、低額の有償アップグレードとなる。この法律を回避できない理由としては、PS4版を所持した際に、PS5版を無償アップグレードで購入することで同時に二つのバージョンをインストールできる状態を回避できなかったことが主な原因であり、Xboxの「スマートデリバリー」では、ディスクをOneとSeries間で流用することは可能であるが、当然ながらディスク認証で同時にプレイできるゲーム本編は1バージョンのみであり、Series版ではOne版のバージョンを起動できないよう対策されているため、法律問題を解消している。
なおパッケージソフトをアップグレードするためにはPS4版のディスクの認識が必要になるため、ディスクドライブがないデジタル・エディションではアップグレードできない。
セカンドスクリーンとコンパニオンアプリとの連携、3DテレビへのHDMI経由の投影とBlu-ray 3D、トーナメント機能（PS4ゲーム向け機能のみでPS5向けゲームは可能）、2014年ごろに「アップグレードプログラム」で購入したダウンロード版PS4向けゲームをPS3ディスクの挿入で起動させることも不可能である。
なお、PS1、PS2、PS3タイトルとの互換性はないが、PS1・PS2・PS3タイトルの一部についてはPlayStation Plusでエミュレータ及びクラウドストリーミングにより遊ぶことができる（前世代機『PlayStation 4』も同様）。2024年現在、クラウドストリーミングが必須なのはPS3タイトルのみであり、将来的にPS5より後の次世代機でPS3のエミュレーション機能が実装される可能性はある。日本地域ではPS PlusのPCを利用したストリーミングは2024年現在不可能であるが、アメリカ合衆国などのリージョンでは、Windows上に特定のアプリケーションをインストールすることにより可能である。
PS5でプレイできない作品
プレイできない作品はSIE側が公表している場合と公表していない場合がある。PS4の互換はソフトウェアではなくGPUであるRDNAの一部機能を利用したハードウェア経由のエミュレーションであるため、ごくわずかではあるが不具合が発生する作品や、版権上の問題からプレイできない作品が存在。直接調べる場合は、PS5を最新のバージョンにしたのち、PlayStation 4からPS5側へデータ転送を行うことで確認できる。
- Afro Samurai 2: Revenge of Kuma Volume One
- Hitman Go: Definitive Edition
- Just Deal With It!
- Robinson: The Journey
- Shadwen
- We Sing
- P.T.[82]
- THE PLAYROOM[注 7]

このほか、『アサシン クリード クロニクル』や『閃乱カグラ』の一部作品、『MLB The Show』の一部作品、『真・三國無双8 Empires』などは軽微の不具合がPS5でプレイする場合にのみ発生する場合がある。
DUALSHOCK 4の使用
PS5で前世代機であるPS4のDUALSHOCK 4のワイヤレスコントローラを使用することは可能である。ただし、「PS5」版のゲームでは使用できない。PS向けライセンス品のコントローラーも大半はDualsenseの挙動を想定していないため、PS4向けコントローラーの場合は同様にDUALSHOCK 4として扱われる。また、DUALSHOCK 3規格のライセンス品コントローラーはPS4同様使用不可能。ライセンスコントローラーでは、DualSenseをPS3上に接続した場合とは異なり、どの媒体に接続してもPSボタンを押すことが可能である。
モーションコントローラー・ナビゲーションコントローラー・PS VRシューティングコントローラーの使用
PS VR対応作品などのごく一部の環境下で使用が可能になるPlayStation 4向け作品で対応。

### 決定ボタン
決定ボタンを「×」に修正
PS5からは、「“○”ボタンで決定」「“×”ボタンでキャンセル」ではなく、世界標準方式である「“×”ボタンで決定」「“○”ボタンでキャンセル」と修正した。ただし、PS4作品は必ずしもそのルールに沿うわけではなく、変更される場合と変更されない場合がある。

発端
1994年12月3日に日本で発売した初代PlayStationのコントローラーの仕様は他社と同じことはしたくないソニーのデザイナーの精神を反映し、誰でも覚えやすいアイコン『○と×はYESとNOで色は赤と青、△は頭や視点を表し色は信号機にならって緑、□は紙でメニュー・文書を示すもの、色は全体のバランスからピンク』であった。
1995年9月1日に発売された欧米版PlayStationでは割り当てが逆になった。単に押しやすい事が挙げられ、元からAボタンを一番右に置く伝統にある任天堂を除いてもセガ（ドリームキャスト、セガサターン）やマイクロソフト（サイドワインダー）も1990年代では「×」の位置に決定が入るように「ABXY」のロゴを決定していた。欧米で肯定（YESやOK）を意味するチェックマークは「✓」マークだけでなく「✗」マークもあり、「✗」と「X」は酷似しているので自然と「X」を肯定ボタンと捉える人が多い。
以降、PS1からPS4/PS Vitaまでのシリーズで、日本と一部の国や地域では「“○”ボタンで決定」「“×”ボタンでキャンセル」のコマンドが割り当てられ、欧米版では逆に「“×”ボタンで決定」「“○”ボタンでキャンセル」が割り当てられるという状況になり、国境を超えて遊ばれるPSゲームソフトを開発する世界の開発者らは、ソフトのローカリゼーション（各地域向けバージョンを制作）する中で、日本版を制作する段階になってボタン割当の違いがあることに驚き、しばしばかなり悩まされることになった。ボタンルールの厳守はPS5の登場までほとんどの全世界の作品で続けられた。この問題を省略するために、〇×ボタン両方を「決定」、△□ボタンを「キャンセル」にする作品も存在したが、ごくわずかである（「サルゲッチュ」シリーズ、「「グランツーリスモ」シリーズ」など）。
ゲーム内の決定ボタンについて
ソフト側は統一されておらず「“×”ボタンで決定」のタイトルと従来通り「“○”ボタンで決定」のタイトル（『アサシン クリード ヴァルハラ』『イモータルズ フィニクス ライジング』など）が両方存在する。
PS4のゲームをPS5で遊ぶときはゲーム内では今まで通りの操作のため“○”ボタンで決定が標準となる。一部のPS4用ソフト（『新サクラ大戦』『ゴッドイーター3』『英雄伝説 創の軌跡』『ドラゴンクエストX オンライン』など）は「“×”ボタンが決定、“○”ボタンがキャンセル」になるよう変更が加えられている。
「操作感は変わらない」と説明されているが、デモンズソウルのように「“○”ボタンで回避/ダッシュ」「“×”ボタンでアクション」のコマンドが割り当てられ、従来のものと操作感が変わってしまったゲームもある。

## バリエーション

### CFI-1000系

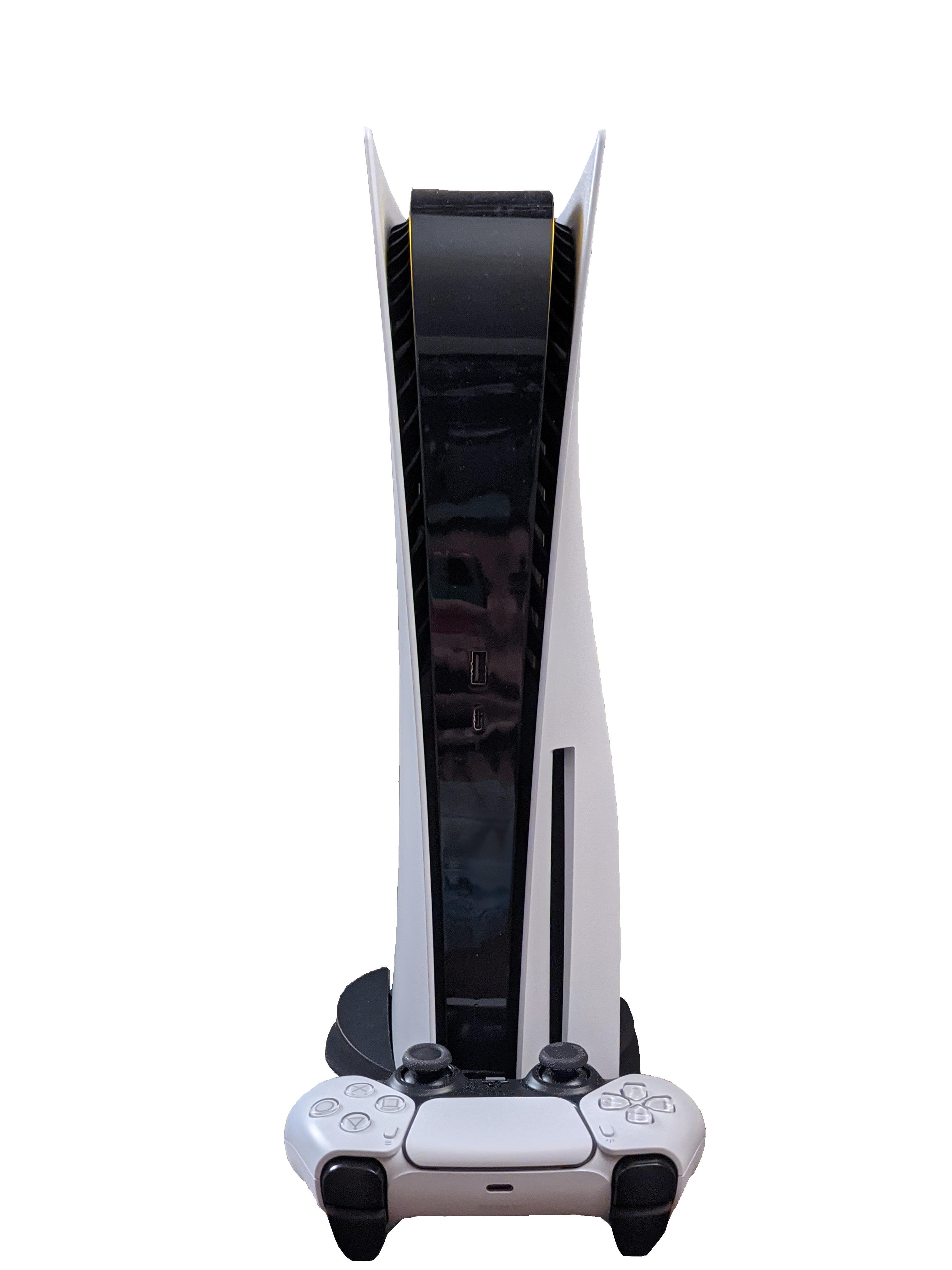
PlayStation 5（CFI-1000A01）

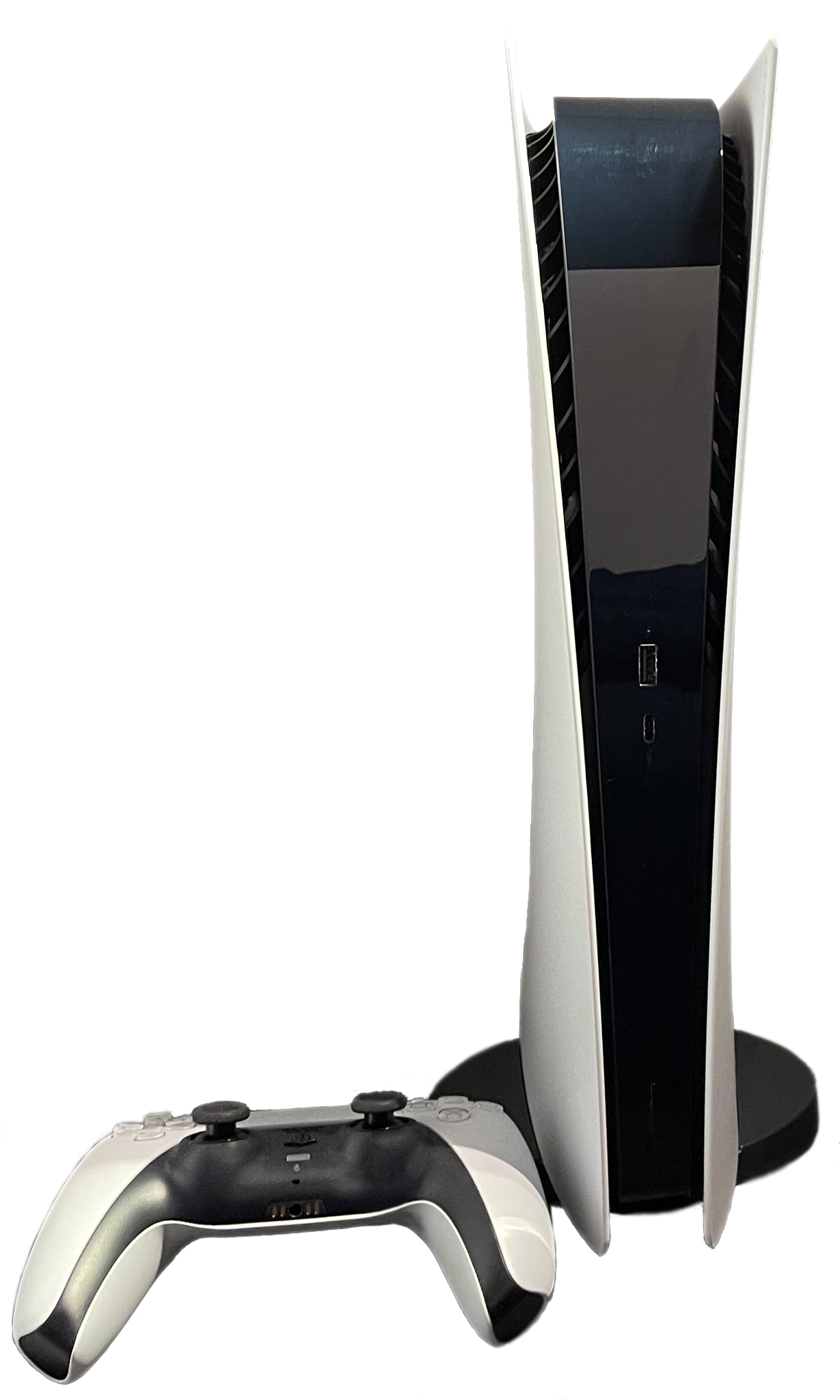
PlayStation 5 デジタル・エディション（CFI-1000B01）

| 型番        | 名称                                 | 発売日         |
| ----------- | ------------------------------------ | -------------- |
| CFI-1000A01 | PlayStation 5                        | 2020年11月12日 |
| CFI-1000B01 | PlayStation 5 デジタル・エディション | 2020年11月12日 |
| CFI-1100A01 | PlayStation 5                        | 2021年8月24日  |
| CFI-1100B01 | PlayStation 5 デジタル・エディション | 2021年7月20日  |
| CFI-1200A01 | PlayStation 5                        | 2022年9月15日  |
| CFI-1200B01 | PlayStation 5 デジタル・エディション | 2022年9月15日  |

| 型番       | 名称                                                                                 | 発売日         |
| ---------- | ------------------------------------------------------------------------------------ | -------------- |
| CFIJ-10000 | PlayStation 5 “Horizon Forbidden West” 同梱版                                        | 2022年9月15日  |
| CFIJ-10001 | PlayStation 5 デジタル・エディション “Horizon Forbidden West” 同梱版                 | 2022年9月15日  |
| CFIJ-10002 | PlayStation 5 “グランツーリスモ７” 同梱版                                            | 2022年10月20日 |
| CFIJ-10003 | PlayStation 5 デジタル・エディション “グランツーリスモ７” 同梱版                     | 2022年10月20日 |
| CFIJ-10004 | PlayStation 5 “ゴッド・オブ・ウォー ラグナロク” 同梱版                               | 2022年11月9日  |
| CFIJ-10005 | PlayStation 5 デジタル・エディション “ゴッド・オブ・ウォー ラグナロク” 同梱版        | 2022年11月9日  |
| CFIJ-10007 | PlayStation 5 “FINAL FANTASY XVI” 同梱版                                             | 2023年6月22日  |
| CFIJ-10008 | PlayStation 5 デジタル・エディション “FINAL FANTASY XVI” 同梱版                      | 2023年6月22日  |
| CFIJ-10011 | PlayStation 5 DualSense ワイヤレスコントローラー ダブルパック                        | 2023年8月9日   |
| CFIJ-10012 | PlayStation 5 デジタル・エディション DualSense ワイヤレスコントローラー ダブルパック | 2023年8月9日   |
| CFIJ-10013 | PlayStation 5 “Marvel's Spider-Man 2” Limited Edition                                | 2023年9月1日   |
| CFIJ-10014 | PlayStation 5 “Marvel's Spider-Man 2” 同梱版                                         | 2023年10月20日 |
| CFIJ-10015 | PlayStation 5 デジタル・エディション“Marvel's Spider-Man 2” 同梱版                   | 2023年10月20日 |
| CFIJ-10016 | PlayStation 5 “EA SPORTS FC 24” 同梱版                                               | 2023年9月29日  |
| CFIJ-10017 | PlayStation 5 デジタル・エディション“EA SPORTS FC 24” 同梱版                         | 2023年9月29日  |

### CFI-2000系
| 型番        | 名称                                 | 発売日         |
| ----------- | ------------------------------------ | -------------- |
| CFI-2000A01 | PlayStation 5                        | 2023年11月10日 |
| CFI-2000B01 | PlayStation 5 デジタル・エディション | 2023年11月10日 |

| 型番       | 名称                                                                                 | 発売日         |
| ---------- | ------------------------------------------------------------------------------------ | -------------- |
| CFIJ-10018 | PlayStation 5 DualSense ワイヤレスコントローラー ダブルパック                        | 2023年11月10日 |
| CFIJ-10019 | PlayStation 5 デジタル・エディション DualSense ワイヤレスコントローラー ダブルパック | 2023年11月10日 |
| CFIJ-10020 | PlayStation 5 “Marvel's Spider-Man 2” 同梱版                                         | 2023年12月20日 |
| CFIJ-10024 | PlayStation 5 “原神” ギフトパック                                                    | 2024年7月17日  |
| CFIJ-10025 | PlayStation 5 "モンスターハンターワイルズ" 同梱版                                    | 2025年2月28日  |
| CFIJ-10026 | PlayStation 5 デジタル・エディション "モンスターハンターワイルズ" 同梱版             | 2025年2月28日  |
| CFIJ-10027 | PlayStation 5 “フォートナイト” Cobalt Starパック                                     | 2024年11月29日 |
| CFIJ-10028 | PlayStation 5 デジタル・エディション“フォートナイト” Cobalt Starパック               | 2024年11月29日 |

### PlayStation 5 Pro
| 型番        | 名称              | 発売日        |
| ----------- | ----------------- | ------------- |
| CFI-7000B01 | PlayStation 5 Pro | 2024年11月7日 |

## 周辺機器

### コントローラー
DualSense

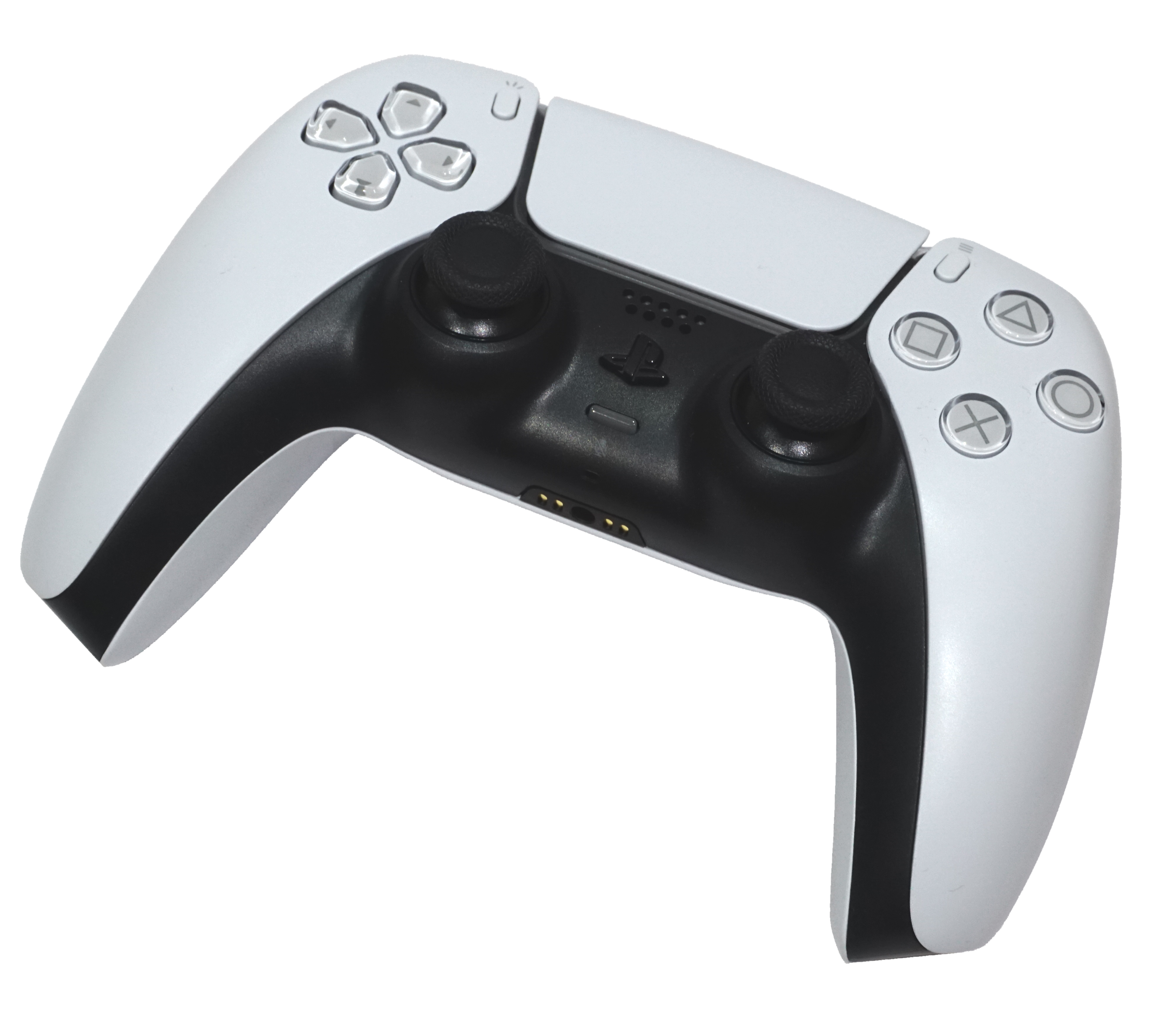
DualSense コントローラー

DualSenseと呼ばれるコントローラーではPlayStation 4までのDUALSHOCK系列の既存のコントローラーとは外観の基本デザインが異なることもあり、ナンバーリング（DUALSHOCK 5）ではなく新たな名称として、五感に訴えかけるゲーム体験の実現を強調して、DualSenseと名付けられた。
- dualshock4と同じくタッチパッドとパッドボタン、内蔵スピーカー、マイク対応型3.5mm端子、シェア用ボタンを据え置き。
- ハプティック技術搭載[87][88]
- L2・R2ボタンに抵抗力を感じさせるアダプティブトリガーを採用[87][88]
- USB Type-C（有線）/Bluetooth（無線）接続
- マイク内蔵
- DUALSHOCK 4で動画やスクリーンショットを撮ることのできた「SHARE」ボタンを、「Create」ボタンに変更[89][90]。簡単にユーザーのプレイしている映像をSNSや動画配信サイトに投稿することができる[89]。X（旧Twitter）への投稿機能は2023年11月13日をもって終了した[91]。

#### PlayStation Portal リモートプレーヤー
2023年に発売された、PS5とのリモートプレイをスマートフォン・Windows上のリモートプレイ用アプリケーションよりも快適にプレイすることができる端末。PS3/PS4のリモートプレイはPS本体側のスペックが不足しやすいことからこのような端末が実現しなかったが、PS5は本体をLANケーブルで有線接続することで、常時画質が1080/60pかつ十分な環境でリモートプレイができるようになったことから開発された。Bluetoothを搭載していないため、無線接続できるデバイスは2024年現在でPULSE Explore、PULSE Eliteといった「PlayStation Link」に対応した無線オーディオデバイスのみである。販売価格は発売直後で29980円（税込）。
- 内蔵OSはFreeBSDではなくAndroid。
- 2024年現在ではPS VR、PS VR2、およびメディアアプリのプレイ、PS Portal単体でのストリーミングプレイは発売当初は不可能。
- PS Portal単体でできることはWifiの接続、PSNアカウントのサインイン、システムアップデート、リモートプレイに使用するPS5本体の選択のみ。
- 充電端子はUSB Type-C（急速充電は非対応）。
- 2024年11月以降はPlayStation Plus プレミアムのPS5一部作品のクラウドストリーミングが実装[93]。
- 2025年4月以降はストリーミング機能が改善され、PS5ソフトのクラウドストリーミング中にキャプチャ処理が可能になった[94]。

### 純正機器
一部の周辺機器はPlayStation 4用のものが流用できる。
| 型番      | 名称                                            | 発売日         | 備考 |
| --------- | ----------------------------------------------- | -------------- | --- |
| CFI-Y1000 | PlayStation Portal リモートプレーヤー           | 2023年11月15日 | |
| CFI-ZAA1  | PlayStation Cameraアダプター                    | 2020年11月12日 | PS VR利用時に必須。                                                                                      |
| CFI-ZAC1J | Accessコントローラー                            | 2023年12月6日  | |
| CFI-ZCD1  | PlayStation 5用カバー                           | 2022年1月27日  | CFI-1000シリーズ専用。                                                                                   |
| CFI-ZCE1  | PlayStation 5用カバー                           | 2022年1月27日  | デジタル・エディション用。                                                                               |
| CFI-ZCP1J | DualSense Edgeワイヤレスコントローラー          | 2023年1月26日  | |
| CFI-ZCS2G | PlayStation 5用カバー                           | 2024年2月21日  | CFI-2000シリーズ専用。                                                                                   |
| CFI-ZCT1J | DualSenseワイヤレスコントローラー               | 2020年11月12日 | 本体に1つ同梱。                                                                                          |
| CFI-ZCVL1 | PlayStation VR2 Senseコントローラー (L)         | 2023年2月22日  | |
| CFI-ZCVR1 | PlayStation VR2 Senseコントローラー (R)         | 2023年2月22日  | |
| CFI-ZVP1J | PlayStation VR2 PCアダプター                    | 2024年8月7日   | DisplayPort 1.4を搭載したWindows PCと接続することで、Steam上のVRコンテンツをPS VR2で楽しむことができる。 |
| CFI-ZDD1J | ディスクドライブ                                | 2023年11月10日 | CFI-2000、CFI-7000シリーズ共用。                                                                         |
| CFI-ZDS1J | DualSense充電スタンド                           | 2020年11月12日 | ACアダプターはADP-15WH Aを用いる。                                                                       |
| CFI-ZEY1G | HDカメラ                                        | 2020年11月12日 | |
| CFI-ZMR1J | メディアリモコン                                | 2020年11月12日 | 単三乾電池2本必要。                                                                                      |
| CFI-ZPH2J | Pulse Elite充電フック                           | 2024年2月21日  | PULSE Elite ワイヤレスヘッドセットに同梱。                                                               |
| CFI-ZSS1J | PlayStation VR2 Senseコントローラー充電スタンド | 2023年2月22日  | ACアダプターはADP-15WH Aを用いる。                                                                       |
| CFI-ZVR1  | PlayStation VR2                                 | 2023年2月22日  | |
| CFI-ZVS1P | 縦置きスタンド                                  | 2023年11月10日 | |
| CFI-ZWA2J | PlayStation Link USBアダプター                  | 2023年12月6日  | PULSE Explore ワイヤレスイヤホン、PULSE Elite ワイヤレスヘッドセットに同梱。                             |
| CFI-ZWD1J | ワイヤレスアダプター                            | 2020年11月12日 | PULSE 3Dワイヤレスヘッドセットに同梱。                                                                   |
| CFI-ZWE1J | PULSE Explore ワイヤレスイヤホン                | 2023年12月6日  | 充電ケース同梱。                                                                                         |
| CFI-ZWH1J | PULSE 3Dワイヤレスヘッドセット                  | 2020年11月12日 | |
| CFI-ZWH2J | PULSE Elite ワイヤレスヘッドセット              | 2024年2月21日  | |

## ソフトウェア
DualSenseでの操作デモも兼ねたアクションゲーム『ASTRO's PLAYROOM』がプリインストールされている。

### メディアアプリ
本項目では、PS5のメニュー内の「メディア」タブで配信されているアプリを表記していく。
| 配信日         | タイトル           | 発売元                                                          | 販売方式 | 備考                                                 |
| -------------- | ------------------ | --------------------------------------------------------------- | -------- | ---------------------------------------------------- |
| 2020年11月12日 | Apple TV           | Apple                                                           | 無料     |                                                      |
| 2020年11月12日 | Amazon Prime Video | Amazon.com, Inc.                                                | 無料     |                                                      |
| 2020年11月12日 | Spotify            | Spotify                                                         | 無料     |                                                      |
| 2020年11月12日 | DAZN               | DAZNグループ                                                    | 無料     |                                                      |
| 2020年11月12日 | Twitch             | Amazon.com, Inc.                                                | 無料     |                                                      |
| 2020年11月12日 | DMM.com            | DMM.com                                                         | 無料     |                                                      |
| 2020年11月12日 | Netflix            | Netflix                                                         | 無料     |                                                      |
| 2020年11月12日 | Hulu               | HJホールディングス                                              | 無料     |                                                      |
| 2020年11月12日 | YouTube            | Google                                                          | 無料     |                                                      |
| 2020年11月12日 | U-NEXT             | U-NEXT                                                          | 無料     |                                                      |
| 2021年10月27日 | Disney+            | ディズニー・メディア&エンターテイメント・ディストリビューション | 無料     | 2022年10月よりPS4/PS5版からPS5版が独立して別アプリに |
| 2021年10月28日 | Apple Music        | Apple                                                           | 無料     |                                                      |
| 2021年11月24日 | torne              | ソニー・インタラクティブエンタテインメント                      | 無料     | nasne必須                                            |
| 2023年10月5日  | Sony Pictures Core | ソニー・ピクチャーズエンタテインメント                          | 無料     |                                                      |
| 2023年11月30日 | FOD                | フジテレビ                                                      | 無料     |                                                      |

## 流通状況

### ハードの供給不足と転売問題
前述の通り、新型コロナウイルスの世界的な蔓延によって主に半導体部品の製造が世界的に滞ったこと、同じ理由により巣ごもり娯楽の需要が増したこと、さらには動画配信サイトの普及によるゲーム実況の人気の高まりも追い風となって、膨れ上がった需要に対し供給がほとんど追い付かない事態となった。2021年1月30日にはヨドバシAkiba店で行われた店頭でのゲリラ販売に人が殺到し、カウンターが壊れるなどの被害が起きたため警察が出動する騒動となった。
さらには転売屋に買い占められることで、定価よりも高額な値段で転売される問題が発売から一年以上経っても続いた。東洋経済の記者である菊地悠人によれば、ハードの売上台数に対して、ファミ通で発表されているソフトの売上本数はディスク版のみの集計ながら本体よりも大幅に少ない傾向があった。2020年は一時は50万円以上の値が付くこともあり、Amazonでは売り出し直後即完売。多くの企業がオンライン抽選会を行った。
ソニー・インタラクティブエンタテインメント社長兼最高経営責任者（CEO）のジム・ライアンは、「特に転売屋やボット（ネット）に在庫を確保されてしまうのは、とても腹立たしく不快なことです」と、2021年6月にウェブニュースメディア「Axios」の記事で語った。
産経新聞の高木克聡は、2022年以降の記録的且つ長期的な円安によって日本国外の消費者にとって日本のPS5は「お買い得」になっており、日本国内で購入しておいて日本国外へ転売する勢いは収まる気配がなく、これがPS5の日本国内での普及を妨げ、国内のソフト販売も不振となり、その結果ソフト開発も滞りがちになり、おまけに世界的なインフレによって開発者の日本国外での賃金も上がっており、その結果 日本人開発者が国外に転職してしまう恐れもあり、「ゲーム機・ソフト・開発人材それぞれの不足による『三重苦』が日本市場の衰退を招きかねない事態となっている」と指摘した。日本経済新聞も円安での差益目的の日本国外転売を報じている。

### 供給状況の改善
2022年12月下旬から、日本におけるPS5の供給改善を示唆する声が寄せられていた。また、買取価格の下落から供給改善を推測したメディアもいた。2023年2月からは、それまで抽選販売でしか扱っていなかった家電量販店各社が「通常販売が行える在庫が確保できた」として予約・抽選無しでの店頭販売を行っている。供給状況の改善によりハード売り上げ1位を記録する週が続いた。
2023年7月27日、ソニー・インタラクティブエンタテインメントは公式サイトにて、PS5の実売台数が4000万台を突破したことを発表し、供給について「現在は十分な在庫があり、累積されていた需要に応えられている」と発表した。